# Archie Comics
Archie Comics är ett serieförlag från USA, bildat 1939 som MLJ Comics. Man har bland annat publicerat serien "Archie" (Acke) och Teenage Mutant Ninja Turtles Adventures samt även Sabrina the Teenage Witch.
Huvudkontoret finns i byn Mamaroneck, som tillhör staden  Mamaroneck, New York,

### Fotnoter
1. ↑  "Mamaroneck town, Westchester county, New York." U.S. Census Bureau. läst 29 augusti 2009.
2. ↑  "Management Arkiverad 20 augusti 2009 hämtat från the Wayback Machine.." Archie Comics. läst 29 augusti 2009.